# Campionat d'Europa de Futbol sub-16 de la UEFA 2000
La fase final del campionat d'Europa sub-17 2000  es disputà a Israel.

## Fase Final

### Fase de grups

#### Grup A
| Equips              | PJ | G | E | P | GF | GC | DG | Pts |
| ------------------- | -- | - | - | - | -- | -- | -- | --- |
| Rússia              | 3  | 3 | 0 | 0 | 8  | 3  | 6  | 9   |
| Portugal            | 3  | 2 | 0 | 1 | 4  | 3  | 1  | 6   |
| República d'Irlanda | 3  | 1 | 0 | 2 | 2  | 5  | -3 | 3   |
| Anglaterra          | 3  | 0 | 0 | 3 | 4  | 7  | -3 | 0   |

| Anglaterra | 2–3 | Rússia |
| ---------- | --- | ------ |
|            |     |        |

 Ashkelon Stadium, Ashkelon
| Portugal | 1–0 | República d'Irlanda |
| -------- | --- | ------------------- |
|          |     |                     |

 Vasermil Stadium, Beerxeba
| Anglaterra | 1–2 | Portugal |
| ---------- | --- | -------- |
|            |     |          |

 Ha'Yud-Alef Stadium, Ashdod
| Rússia | 3–0 | República d'Irlanda |
| ------ | --- | ------------------- |
|        |     |                     |

 Vasermil Stadium, Beerxeba
| República d'Irlanda | 2–1 | Anglaterra |
| ------------------- | --- | ---------- |
|                     |     |            |

 Ashkelon Stadium, Ashkelon
| Rússia | 2–1 | Portugal |
| ------ | --- | -------- |
|        |     |          |

 Ha'Yud-Alef Stadium, Ashdod

#### Grup B
| Equips          | PJ | G | E | P | GF | GC | DG | Pts |
| --------------- | -- | - | - | - | -- | -- | -- | --- |
| República Txeca | 3  | 2 | 1 | 0 | 12 | 6  | 6  | 7   |
| Eslovàquia      | 3  | 1 | 2 | 0 | 6  | 5  | 1  | 5   |
| Dinamarca       | 3  | 1 | 0 | 2 | 7  | 7  | 0  | 3   |
| Finlàndia       | 3  | 0 | 1 | 2 | 7  | 14 | -7 | 1   |

| República Txeca | 3–1 | Dinamarca |
| --------------- | --- | --------- |
|                 |     |           |

| Eslovàquia | 2–2 | Finlàndia |
| ---------- | --- | --------- |
|            |     |           |

| República Txeca | 2–2 | Eslovàquia |
| --------------- | --- | ---------- |
|                 |     |            |

| Dinamarca | 5–2 | Finlàndia |
| --------- | --- | --------- |
|           |     |           |

| Finlàndia | 3–7 | República Txeca |
| --------- | --- | --------------- |
|           |     |                 |

| Dinamarca | 1–2 | Eslovàquia |
| --------- | --- | ---------- |
|           |     |            |

#### Grup C
| Equips        | PJ | G | E | P | GF | GC | DG | Pts |
| ------------- | -- | - | - | - | -- | -- | -- | --- |
| Alemanya      | 3  | 2 | 1 | 0 | 7  | 3  | 4  | 7   |
| Països Baixos | 3  | 2 | 0 | 1 | 4  | 1  | 3  | 6   |
| Hongria       | 3  | 1 | 0 | 2 | 4  | 7  | -3 | 3   |
| Israel        | 3  | 0 | 1 | 2 | 3  | 7  | -4 | 1   |

| Hongria | 1–4 | Alemanya |
| ------- | --- | -------- |
|         |     |          |

 Levita Stadium, Kfar Saba
| Israel | 0–2 | Països Baixos |
| ------ | --- | ------------- |
|        |     |               |

 Herzliya Stadium, Herzliya
| Israel | 1–3 | Hongria |
| ------ | --- | ------- |
|        |     |         |

 Herzliya Stadium, Herzliya
| Països Baixos | 0–1 | Alemanya |
| ------------- | --- | -------- |
|               |     |          |

 Levita Stadium, Kfar Saba
| Alemanya | 2–2 | Israel |
| -------- | --- | ------ |
|          |     |        |

 Herzliya Stadium, Herzliya
| Països Baixos | 2–0 | Hongria |
| ------------- | --- | ------- |
|               |     |         |

 Levita Stadium, Kfar Saba

#### Grup D
| Equips  | PJ | G | E | P | GF | GC | DG | Pts |
| ------- | -- | - | - | - | -- | -- | -- | --- |
| Grècia  | 3  | 2 | 1 | 0 | 6  | 4  | 2  | 7   |
| Espanya | 3  | 2 | 0 | 1 | 9  | 4  | 5  | 6   |
| Polònia | 3  | 1 | 1 | 1 | 8  | 10 | -2 | 4   |
| Romania | 3  | 0 | 0 | 3 | 0  | 5  | -5 | 0   |

| Espanya | 7–2 | Polònia |
| ------- | --- | ------- |
|         |     |         |

| Romania | 0–1 | Grècia |
| ------- | --- | ------ |
|         |     |        |

| Espanya | 1–0 | Romania |
| ------- | --- | ------- |
|         |     |         |

| Polònia | 3–3 | Grècia |
| ------- | --- | ------ |
|         |     |        |

| Grècia | 2–1 | Espanya |
| ------ | --- | ------- |
|        |     |         |

| Polònia | 3–0 | Romania |
| ------- | --- | ------- |
|         |     |         |

### Quarts de final
|  | Rússia          | 0 - 3                  | Països Baixos |
|  | Alemanya        | 1 - 1 (5 - 6) (penals) | Portugal      |
|  | República Txeca | 2 - 0                  | Espanya       |
|  | Grècia          | 2 - 2 (4 - 2) (penals) | Eslovàquia    |

### Semifinals
| Països Baixos | 1–2 | República Txeca |
| ------------- | --- | --------------- |
|               |     |                 |

 Teddy Kollek Stadium, Jerusalem
| Portugal | 2–1 | Grècia |
| -------- | --- | ------ |
|          |     |        |

 Teddy Kollek Stadium, Jerusalem

### Partit pel 3r lloc
| Països Baixos | 5–0 | Grècia |
| ------------- | --- | ------ |
|               |     |        |

 Ramat Gan Stadium, Ramat Gan

### Final
| República Txeca | 1–2 (Gol d'or) | Portugal |
| --------------- | -------------- | -------- |
| Jun             |                | Quaresma |

 Ramat Gan Stadium, Ramat Gan